# Antonio de las Alas

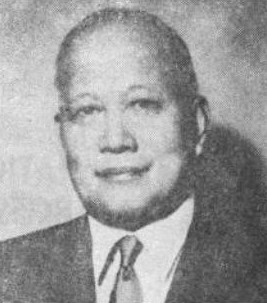
Antonio de las Alas

Antonio de las Alas (Taal, 14 oktober 1889 - Chicago, 5 oktober 1983) was een Filipijns politicus en topfunctionaris. Hij was minister van publieke werken en financiën, afgevaardigde namens de provincie Batangas en lid van de Filipijnse Senaat gedurende de Tweede Wereldoorlog. Ook was hij delegatielid van de constitutionele conventies in 1934 en 1971 en vervulde hij topfuncties in tientallen Filipijnse bedrijven en instellingen na de oorlog.

## Biografie
Antonio de las Alas werd geboren op 14 oktober 1889 in Taal in de Filipijnse provincie Batangas. Hij was een zoon van Cornelio de las Alas en Paula Noble. Na de Batangas Highschool vertrok hij op 15-jarige leeftijd met een beurs naar de Verenigde Staten voor een studie rechten. In 1908 voltooide De las Alas zijn bachelor-opleiding aan de University of Indiana en een jaar later volgde zijn master-diploma aan Yale University. Terug in de Filipijnen werkte hij enige tijd als boekhouder op het Executive Bureau voor hij in 1913 werd benoemd tot hoofd van de afdeling recht nadat hij was geslaagd voor het toelatingsexamen van de Filipijnse balie. Weer later volgde een benoeming tot hoofd van het Executive Bureau. Daarnaast gaf hij van 1917 tot 1920 les aan de University of the Philippines.
In 1920 werd De las Alas door de gouverneur-generaal van de Filipijnen benoemd tot onderminister van Binnenlandse Zaken en was hij tot 1922 waarnemend minister op dat departement. Van 1920 tot 1922 was hij tevens minister van minister van justitie. In 1922 werd De las Alas namens het 1e kiesdistrict gekozen in het Filipijnse Huis van Afgevaardigden. Hij werd viermaal herkozen en was lid van het Huis van Afgevaardigden tot hij in 1933 werd benoemd tot minister van Publieke Werken en Communicatie. Als minister van publieke werken was hij samen met Jorge Vargas onder meer verantwoordelijk voor de bouw van het Rizal Memorial Sports Complex dat in 1934 werd geopend. 
In 1934 werd de Tydings-McDuffie Act door zowel het Amerikaanse als het Filipijnse Congres goedgekeurd en ondertekend door de Amerikaanse president Franklin Delano Roosevelt. De wet voorzag in meer autonomie voor de Filipijnen, dat de status van een Gemenebestland kreeg toegekend. De las Alas was een van de leden van de Constitutionele Conventie ten behoeve van de nieuwe Filipijnse Grondwet, die uiteindelijk in 1935 werd aangenomen. Voormalig senaatspresident Manuel Quezon werd gekozen tot president van het Gemenebest van de Filipijnen en hij handhaafde De las Alas als minister van publieke werken. In 1936 werd De las Alas door Quezon benoemd tot minister van Financiën.
Kort voor de Japanse inval in de Filipijnen in de Tweede Wereldoorlog werd hij de las Alas gekozen in de Filipijnse Senaat. Voordat de Senaat echter in de nieuwe samenstelling kon samenkomen werden de Filipijnen aangevallen door Japanse troepen. Tijdens de Japanse bezetting formeerde De las Alas samen met enkele andere kabinetsleden een Filipino Executive Commission en werkte hij samen met de Japanners, om de Filipijnse belangen te beschermen. Na de herovering van de Filipijnen door de Amerikanen werd hij daarop samen met anderen aangeklaagd voor collaboratie. In eerste instantie zat hij gevangen in Iwahig Penal Colony en later in Bilibid Prison. Later kwam hij op Borgtocht vrij nadat zijn schoonzoons Ambrosio Padilla en Ramon Cojuangco een onderpand hadden betaald. In 1946 werd De las Alas door de rechtbank vrijgesproken van collaboratie, omdat hij had gehandeld uit patriottisme.
In 1949 werd De las Alas door president Elpidio Quirino benoemd tot lid van de Monetary Board van de Central Bank of the Philippines. Zes jaar lang was hij lid van dit hoogste beleidsmakende- en beslissingsbevoegde orgaan van de Centrale Bank. Van 1951 tot 1953 was De las Alas tevens voorzitter van de Filipijnse kamer van koophandel. Daarnaast was hij in jaren na de oorlog werkzaam in topfuncties in tientallen Filipijnse bedrijven en instellingen. In 1971 werd De las Alas opnieuw gekozen als delegatielid van de Constitutionele Conventie. 
Antonio de las Alas overleed in 1983, kort voor zijn 94e verjaardag aan de gevolgen van een longontsteking in de Amerikaanse stad Chicago. Hij was getrouwd met Natividad Lontoc en kreeg samen met haar twaalf kinderen. Hun eerste kind Lourdes was getrouwd met senator Ambrosio Padilla. Na de dood van Lontoc hertrouwde hij op 81-jarige leeftijd met de toen 27-jarige Necitas Gueco. Met haar kreeg hij nog twee zonen.